# Saint-Bonnet-le-Froid

Saint-Bonnet-le-Froid este o comună în departamentul Haute-Loire, Franța. În 2009 avea o populație de 228 de locuitori.